# Estret de Bransfield
L'estret de Bransfield, en anglès: Bransfield Strait (63° 0′ S, 59° 0′ O / 63.000°S,59.000°O) és un estret marítim situat a l'Antàrtida d'unes 60 milles d'ample (100 km) que s'estén durant unes 200 milles (300 km) en una direcció general de nord-est a sud-oest entre les illes Shetland del Sud i la Península antàrtica. Li va ser donat aquest nom cap a l'any 1825 per James Weddell, Master, RN, en honor de Edward Bransfield, Master, RN, qui cartografià les illes Shetland del Sud el 1820. Argentina l'anomena Mar de la Flota.
Une depressió marina, coneguda com el Bransfield Trough, travessa l'estret entre les coordonedes 61° 30′ S 54° 0′ W / -61.5, -54.
El 23 de novembre del 2007, el vaixell MS Explorer xocà contra un iceberg en aquest estret i s'enfonsà. Tots els 154 passatgers van ser rescatats sense danys en les persones.